# Rowland Winn, 4th Baron St Oswald
Rowland Winn, 4th Baron St Oswald (n. 19 septembrie 1916 – d. 19 decembrie 1984) este un om politic britanic, membru al Parlamentului European în perioada 1973-1979 din partea Regatului Unit. 
1. 1 2  Rowland Denys Guy Winn, 4th Baron Saint Oswald of Nostell, The Peerage
2. 1 2  Rowland Winn, Internet Speculative Fiction Database, accesat în 9 octombrie 2017
3. 1 2  The Peerage